# Чакветадзе, Георгий
Гео́ргий Чаквета́дзе (груз. გიორგი ჩაკვეტაძე; род. 29 августа 1999, Тбилиси, Грузия) — грузинский футболист, полузащитник клуба «Уотфорд» и национальной сборной Грузии. Участник чемпионата Европы 2024.

## Клубная карьера
В шестилетнем возрасте Чакветадзе начал заниматься в клубе «Норчи Динамоэли» у тренера Тамаза Костава. В 2010 году Георгий перевёлся в академию столичного «Динамо». В 2014 году он вместе с клубной командой до 15 лет стал чемпионом Грузии в своей возрастной категории, а в следующем сезоне выступал уже за дублирующий состав «Динамо». В ноябре 2015 года, ещё до своего дебюта в основной команде, Чакветадзе заключил с клубом новый контракт на три года.
К играм за основной состав «Динамо» Чакветадзе начал привлекаться в 2016 году. В чемпионате Грузии он дебютировал 18 ноября в возрасте семнадцати лет, выйдя на замену в тбилисском дерби с «Локомотивом». В первом сезоне Георгий сыграл всего пять матчей за «Динамо», но в 2017 году стал основным игроком команды. 5 апреля в матче с «Чихурой» он забил свой первый гол на профессиональном уровне. Всего в свой второй сезон Чакветадзе сыграл 24 матча, забил 5 голов и отдал 9 голевых передач. На него обратили внимание клубы из Западной Европы.
В августе 2017 года Чакветадзе перешёл в бельгийский клуб «Гент» за 1,5 млн евро. Кроме того, по условиям сделки тбилисский клуб получил право на половину выручки от будущей продажи футболиста. Сообщалось, что и мюнхенская «Бавария» интересовалась в то время грузинским футболистом, но опоздала со своим предложением. По сообщению президента тбилисского «Динамо» Романа Пипии, Гиоргием интересовались также «Ливерпуль», «Манчестер Юнайтед», «Манчестер Сити», «Тоттенхэм», «Хоффенхайм» и «Байер». Поначалу в «Генте» Чакветадзе был запасным, даже в заявку клуба попадал редко. Его дебют в чемпионате Бельгии состоялся 1 октября 2017 года в матче с «Брюгге», в котором он вышел на замену. В следующий раз Гиоргий сыграл за клуб только 21 января 2018 года, получив место в составе на матче с «Локереном» из-за травм Мойзеса Симона и Брехта Деягере. Выйдя на замену, он забил гол. В начале 2018 года вновь сообщалось об интересе к Чакветадзе со стороны «Тоттенхэма», а также донецкого «Шахтёра». После высокого уровня, показанного в матче с «Локереном», грузин получил доверие тренера Ива Вандерхаге и во второй половине сезона 2017/2018 играл регулярно, в том числе в плей-офф бельгийского чемпионата.
2 августа 2023 года Чакветадзе отправился в аренду в английский «Уотфорд» на один год с опцией выкупа.

## Выступления за сборную
В августе 2017 года Чакветадзе был включён тренером Владимиром Вайссом в расширенный состав национальной сборной Грузии. Однако в окончательную заявку на матчи с Ирландией и Австрией он в итоге не попал. Гиоргий дебютировал 24 марта 2018 года в товарищеском матче с командой Литвы. В этой игре он вышел на поле с первых минут и забил гол. 6 сентября Чакветадзе отличился голом в матче со сборной Казахстана. Этот гол стал первым в истории Лиги наций УЕФА.

## Достижения

### Командные
«Слован» (Братислава)
- Чемпион Словакии: 2022/23

### Личные
- Футболист года в Грузии: 2018
- Орден Чести (2024)[16]

## Статистика выступлений

### Клубная статистика
| Выступление      | Выступление      | Выступление      | Лига | Лига | Кубок | Кубок | Еврокубки | Еврокубки | Итого | Итого |
| Клуб             | Лига             | Сезон            | Игры | Голы | Игры  | Голы  | Игры      | Голы      | Игры  | Голы  |
| ---------------- | ---------------- | ---------------- | ---- | ---- | ----- | ----- | --------- | --------- | ----- | ----- |
| Динамо (Тбилиси) | I                | 2016             | 5    | 0    | 0     | 0     | 0         | 0         | 5     | 0     |
| Динамо (Тбилиси) | I                | 2017             | 24   | 5    | 2     | 0     | 0         | 0         | 26    | 5     |
| Динамо (Тбилиси) | Итого            | Итого            | 29   | 5    | 2     | 0     | 0         | 0         | 31    | 5     |
| Гент             | I                | 2017/2018        | 19   | 1    | 0     | 0     | 0         | 0         | 19    | 1     |
| Гент             | I                | 2018/2019        | 20   | 4    | 4     | 1     | 4         | 0         | 28    | 5     |
| Гент             | Итого            | Итого            | 39   | 5    | 4     | 1     | 4         | 0         | 47    | 6     |
| Всего за карьеру | Всего за карьеру | Всего за карьеру | 68   | 10   | 6     | 1     | 4         | 0         | 78    | 11    |

1. ↑  Лига Европы УЕФА.

### Матчи за сборную
| № | Дата            | Оппонент  | Счёт | Голы | Соревнование      |
| - | --------------- | --------- | ---- | ---- | ----------------- |
| 1 | 24 марта 2018   | Литва     | 4:0  | 1    | Товарищеский матч |
| 2 | 6 сентября 2018 | Казахстан | 2:0  | 1    | Лига наций УЕФА   |
| 3 | 9 сентября 2018 | Латвия    | 1:0  | —    | Лига наций УЕФА   |
| 4 | 13 октября 2018 | Андорра   | 3:0  | —    | Лига наций УЕФА   |
| 5 | 16 октября 2018 | Латвия    | 3:0  | 1    | Лига наций УЕФА   |
| 6 | 15 ноября 2018  | Андорра   | 1:1  | 1    | Лига наций УЕФА   |
| 7 | 19 ноября 2018  | Казахстан | 2:1  | 1    | Лига наций УЕФА   |

Итого: сыграно матчей: 7 / забито голов: 5; победы: 6, ничьи: 1, поражения: 0.

## Семья
Отец — Мераб Чакветадзе (родился в январе 1961 года в селе Араду Очамчирского района), в сентябре 1993 года после войны в Абхазии уехал с семьёй в Хони, а потом в Поти. Мать — Мтвариса Рухадзе, уроженка Хони. Гиоргий в детстве успешно учился в школе, особенно любил математику и физику, но ещё более успешно играл в футбол.